# Brygada Artylerii 1 Dywizji Karabinów Maszynowych
Brygada Artylerii 1 Dywizji Karabinów Maszynowych – oddział artylerii Armii Ukraińskiej Republiki Ludowej.

## Formowanie i działania
Rozkazem Dowództwa Armii Czynnej nr 168, w strukturach 1 Dywizji Karabinów Maszynowych utworzono dowództwo brygady artylerii. Sprawowało ono nadzór administracyjny i inspektorski nad wszystkimi bateriami dywizji.
W październiku Armia URL przeprowadziła mobilizację. W jej wyniku liczebność jej oddziałów znacznie wzrosła. W związku z podpisaniem przez Polskę układu o zawieszeniu broni na froncie przeciwbolszewickim, od 18 października  wojska ukraińskie zmuszone były prowadzić działania zbrojne samodzielnie.
Brygada istniała do maja 1921, kiedy w następstwie połączenia 5 Chersońskiej Dywizji Strzelców z 1 Dywizją Karabinów Maszynowych utworzono nową 5 Brygadę Artylerii, w której znaleźli się artylerzyści z obydwu jednostek.

## Struktura organizacyjna
Stan we wrześniu 1920
- dowództwo i sztab
- 1 bateria artylerii lekkiej
- 2 bateria artylerii lekkiej

23 października 1920 brygada w dwóch bateriach posiadła 7 lekkich dział polowych.

## Żołnierze oddziału
| Dowództwo jednostki              |                        |       |
| Stopień, imię i nazwisko         | Okres pełnienia służby | Uwagi |
| Dowódcy brygady                  |                        |       |
| płk Ołeksandr Hodyło-Hodylewskyj | 13 IX – 11 XI          |       |
| płk Ołeksandr Kowalskyj          | 11 XI – koniec wojny   |       |
| Adiutant                         |                        |       |
| chor. Semen Jakerson             | 13 IX – 25 X           |       |